# Atriplex watsonii
Atriplex watsonii là loài thực vật có hoa thuộc họ Dền. Loài này được A.Nelson ex Abrams mô tả khoa học đầu tiên năm 1904.